# Egipčanska arhitektura
Egipčanska arhitektura je glavni element egipčanske civilizacije, ki je ena od najpomembnejših civilizacij starega veka, glede na obdobje v katerem je obstajala, dosežke in trajanje 3000 let. Egipčanska civilizacija je razvila specifično državno ureditev, religijo, arhitekturo, pisavo in umetnost. Zgodovina starega Egipta se razteza od 31. st. pr. n. pt. do 30. let pr. n. št., ko je končno prenehala biti samostojna država. Avtohtona egipčanska kultura se je obdržala mnogo dlje in izginila šele po arabskih osvajanjih v 7. stoletju. Osnovna odlika egipčanske arhitekture je barvitost - posamezni deli zgradb so bili obarvani.

## Tehnike gradnje
Za gradnjo hiš so Stari Egipčani uporabljali trstiko, les in nilsko blato. Hiše so bile pravokotne s poševnimi stenami, strehe so sestavljala palmova debla. Streha je bila ravna včasih šotorasta. Včasih so namesto trstike uporabljali tudi rogoz prepleten med lesene nosilce, vogali pa dodatno ojačani s snopi trstike. Nilsko blato je, pomešano z vodo ter dodatkom peska, slame in raznih rastlinskih delov, predstavljal omet ali opeko, ki so jo sušili na soncu. Opeka je bila zelo trdna, posebej tista z dodatkom slame. Da bi zagotovili stabilnost zunanjih zidov, so dodajali niše in pilastre.
Elementi vgrajeni v arhitekturo zgradb so bili: konzola, torus in preklada. Torusi so predstavljali vogale konstrukcije ali v obliki loka profiliran venčni zidec, ki je izviral iz palmovih vej, ki so jih nekoč zatikali v glinene zidove. Konzole pa so predstavljale proste zaključke konstrukcije.
Od kamnin so uporabljali apnenec, od novega kraljestva dalje tudi peščenjak in granit, posebno za pragove, preklade, za zapiranje prehodov v piramide, za oblogo zidov, lažna vrata in sarkofage.
Kamnita arhitektura se je pojavila od 1. dinastije dalje. Prva zgradba, ki je bila v celoti zgrajena iz kamna pa je Džoserjeva piramida (3. dinastija, ok. 2560 pr. n. št.), kjer so iz opeke in drugih slabših materijalov niše in pilastri.
Velike kamnite bloke so uporabljali od 4. dinastije in faraona Snofruaja dalje. Orodje in tehnika obdelave je bila odvisna od vrsta kamna. Za mehek kamen (apnenec, peščenjak) so uporabljali bakreno orodje z dodatkom abrazivnega kremenčevega peska ali dleta in kladiva iz lesa ali trdega kamna, za trše kamnine (granit, bazalt, diorit) - kladiva, dleta in orodje za glajenje.
Očitne sledove lesene gradnje kažejo oblike stebrov, šotorski steber je sedaj iz kamna, nosilci imajo obliko lotosa in papirusa, tako so oblikovani tudi kapiteli. 
Veliko egiptovskih naselij je izginilo, ker so se nahajala v bližini kmetijskih zemljišč v dolini Nila, ki so bila poplavljena in so se blatne opeke razgradile. Na srečo je suho in vroče podnebje Egipta ohranilo nekaj višje ležeče postavljenih struktur iz blatne opeke. Primer je Deir el-Medina, naselje iz Srednjega kraljestva blizu Kahuna in utrdbe pri Buhenu  in Mirgissu. Prav tako so ohranjeni templji in grobnice, ker so bili zgrajene visoko nad nivojem poplav in so bili zgrajeni iz kamna.

## Osnovne oblike v arhitekturi
Pilon je vedno tempeljski vhodni kompleks z bočnima stolpoma, med njima je vhod. Prvi pojav pilona je vezan na srednje kraljestvo, je pa bil tipična forma novega Kraljestva.
Dekoracijo pilona predstavljajo prizori, ki so poudarjali avtoriteto vladarja. Fasada pilona je sestavljena iz vertikalnih utorov. Pred piloni je pogosto stal obelisk ali kip vladarja.
Obelisk je kamnit steber s piramidalno oblikovanim vrhom, ki se imenuje piramidion.
V sakralni in tempeljski arhitekturi se pojavljajo tudi leseni stebri.
- Steber templja v Fili
- Tempelj v Каrnaku
- Vzhodna stran templja v Luksorju
- Abu Simbel

## Tempelj
Egipčanski tempelj je mesto izkazovanja spoštovanja bogovom in je mesto kjer kralj vzdržuje Maat. Palača in tempelj imata ritualni značaj, vzporednica med arhitekturo palače in templja je izraz dnevnega političnega in verskega življenja elite.
Cilj enostavnih predinastičnih templjev, se je v dinastični dobi razvil v dva osnovna tipa templja:
- tempelj za kult bogov
- posmrtni tempelj

V zgodnjedinastičnem obdobju so bili templji bogov manjši in manj impresivni, v glavnem grajeni iz opeke in zato redko ohranjeni. Od novega kraljestva dalje pa so kraljevski posmrtni templji po obliki in funkciji podobni templjem bogov.
Templji so pogosto med seboj povezani s potjo, v novem kraljestvu pa so povezani s palačo, obkroženi z zidovi iz opeke in kamna z več vrati. Orientacija templja je teoretično vzhod-zahod, v praksi pa pravokotno na Nil. Os gibanja je smer od vhoda v tempelj do svetišča.
Razlikujemo naslednje dele templja glede na smer gibanja (najpogosteje v novem kraljestvu):
- vhod (vhod in pilon) - nasproti vhoda so stali prapori z znamenji bogov;
- dvorišče - odprto - obdano s stebrišči (stebri ali slopi);
- ena ali dve prečni hipostilni dvorani, včasih omejeni z zidom ali polovično ogrado;
- preddverje, stebri s kapiteli so višji;
- svetišče;
- stranske kapele namenjene čaščenju bogov;
- drugo: skladišča, zakristije.

V tempeljski kompleks je sodilo še pristanišče, pot sfing in sveto jezero.
- Tempelj v Luksorju
- Peristilna dvorana v Medinet Habuu (Deir el-Medina)
- Tempelj v Karnaku
- Tempelj v Esni
- Tempelj kraljice Hačepsut
- Tempelj Izis
- Tempelj Nefretiri
- Tempelj v Fili

Zunanje in notranje stene, kot tudi stebri in pomoli, so bili prekriti s hieroglifi in slikami in rezbarijami poslikanimi v barvah. Številni motivi egiptovske ornamentike so simbolični, kot skarabej ali sveti hrošč, sončni disk in jastreb. Drugi pogosti motivi so palmovi listi, papirus in popki in cvetovi lotosa. Hieroglifi so bili vpisani v dekorativne namene, pa tudi za prikaz zgodovinskih dogodkov ali kot uroki. Poleg tega nam te slike fin rezbarije omogočajo, da razumemo, kako so stari Egipčani živeli, status, vojne, v katerih so se borili in njihova prepričanja. To še posebej velja za grobnice starih egiptovskih uradnikov, ki so jih odkrili v zadnjih letih.
Egipčanske templji so bili usklajeni z astronomsko pomembnimi dogodki, kot so solsticij in ekvinokcij, ki zahtevajo natančne meritve v trenutku določenega dogodka. Meritve v najpomembnejših templjih so bile morda slovesne in jih vodil sam faraon.

## Profana arhitektura
Palače, kjer so kralji živeli, z redkimi ostanki, niso ohranjene. Praviloma so bile zgrajene iz na zraku sušene opeke, saj niso bile namenjene večnemu življenju.
Primeri iz srednjega kraljestva so hiše za dušo Ka, ki jih najdemo v Amarni, to so vile iz 18. dinastije. Sestavljene so iz centralnega dvorišča okoli katerega so grupirani drugi pomožni prostori, spalnice, vhod ni bil direktno iz ulice, temveč iz predverja.
Deir el Medina je delavsko naselje zgrajeno v 18. dinastiji s tipskimi zgradbami. Imajo en prostor, katerga namen ni jasen, lahko bi služil za kult ali spanje, potem je sledila glavna soba, pa spalnica, pod podom je bila neke vrste skladišče in kuhinja, ki se je naslanjala na zid naselja. Pod zidom naselja je bila še ena klet.

## Egipčanske grobnice
Grobnica je mesto posmrtnega kulta lastnika grobnice in eventualno drugih članov njegove družine, v nekaterih obdobjih tudi širšega gospodinjstva. To je bilo tudi mesto, ki je delilo oba svetova, prebivališče pokojnika, ki je vsebovalo vse kar mu je omogočalo zadovoljevanje potreb na drugem svetu. Grob in grobnica sta zagotavljala zaščito trupla.
Telo, ki je bilo mumificirano in prikazi pokojnika so bili neobhodni za naselitev Ka. Ka je življenjski element, energija. V sebi čuva vse človeške lastnosti, je nesmrtna moč človeka, ki išče materialno podlago, ki je v telesu mumije, skulpturi ali reliefu. Ima zaščitniško vlogo. Ka je nerazdružljivo vezana za človeka in ga ne zapusti po smrti.
Osnovne potrebe pokojnika so zadovoljevali vsakodnevno v okviru dnevnega rituala posmrtnega kulta in s trajnimi pridatki v grobnice. Potrebe pokojnika so lahko zadovoljili na več načinov in praviloma istočasno: s konkretnimi pridatki, predstavo pokojnika za žrtveno mizo, prikaz predmetov v okviru scenske dekoracije grobnice ali z modeli (figurami).
Zagotavljanje vzdrževanja kulta so lahko dosegli tudi na magičen način in to s pomočjo prikaza kulta in neobhodnih predmetov, z modeli kultnega prostora in predmetov.
Prve grobnice so bile mastabe - grobnice vkopane v zemljo s karakterističnim trapezastim kupom na površini. Podzemni del je bil sestavljen iz bolj ali manj kompliciranega labirinta prostorov - vsaj dveh grobnih prostorov - pravega in lažnega. To so delali v smislu zaščite pred ropanjem grobov, ki je obstajalo že tedaj. Pogosto je skulptura preminulega vzidana v nišo v zidu z odprtino za oči, da bi lahko videla eventualne tatove. S postavljanjem več mastab eno na drugo je nastala prva stopničasta piramida - grobnica kralja Džoserja, zgrajena okoli 2500. p. n. št. Je zelo pomembna z vidika zgodovine umetnosti, ker poznamo njenega graditelja - prvi umetnik katerega ime je zapisano. Imenoval se je Imhotep. Manj kot stoletje kasneje se je začela zlata doba piramid. V kompleksu v Gizi pri Kairu so med letoma 2570 in 1500 zgrajene najmonumentalnejše piramide v zgodovini. Največja in najstarejša je Keopsova piramida še v Starem veku razglašena za enega od Sedem čudes starega veka. Kompleks obsega še Kefrenovo in Mikerinovo piramido. Piramide so bile obložene z zglajenim kamnom s pozlačenim vrhom. Ta obloga je ohranjena samo na Kefrenvi piramidi. V kompleksu so se nahajali templji in palače, čuvala ga je Velika sfinga.
Tekom Srednjega kraljestva se, zaradi splošne dekadence, grobnice več ne gradijo monumentalno, tekom Novega pa so zakopane v skalo.
Grobnica kraljice Hačepsut iz okoli 1480 p. n. št. (Deir el-Bahari, Egipt) je zgrajena ob kamniti steni, s tremi kamnimi dvorišči s kolonadami, ki so povezane s klančinami, te pa vodijo do majhnega kultnega prostora vkopanega v skalo. Ta izjemni stik narave in arhitekure spominja na komplekse iz Starega kraljestva, kot je kompleks v Gizi, a je tukaj namesto piramide hrib.
Amonov tempelj v Luksorju,1390-1260 p. n. št. posvečen bogu Amonu, njegovi ženi Mut in sinu Khonsu. Tempelj so gradili več kot stoletje. Gradnjo je začel Amenhotep III. Skozi masiven vhod se vstopi v prvo dvorišče, zatem skozi dvorano stebrov (hipostil) v drugo dvorišče, pa v še eno hipostilno dvorano šele nato v tempelj. Celoten kompleks je zaščiten od zunanjega sveta z debelim zidom in daje vtis mističnega in zastrašujočega.
Tutankamonova grobnica, (okoli 1360 p. n. št.) se nahaja v dolini kraljev v Luksorju. Leta 1922 so jo odkrili neizropanoin je edina faraonska grobnica odkrita v prvobitnem stanju.

## Nekropola v Gizi
Nekropola v Gizi stoji na planoti Giza, na obrobju Kaira, Egipt. Ta kompleks antičnih spomenikov se nahaja v puščavi, približno 8 km oddaljen od starega mestnega jedra v Gizi ob Nilu. Nekropolo sestavljajo Keopsova piramida (tudi Khufujeva), nekoliko manjši piramida Khafre (ali Kefren) in razmeroma skromna velika piramida Menkaure (ali Mikerina), skupaj s številnimi manjšimi zgradbami, znanimi kot piramide kraljic in Velika Sfinga.
Piramide, ki so bile zgrajene v 4. dinastiji in pričajo o moči faraonske vere in države. Velikost in preprosta zasnova kažejo visoko stopnjo usposobljenosti egiptovskega projektiranja in inženiringa v velikem obsegu. Velika piramida v Gizi, ki je bila verjetno zaključena okoli 2580 pred našim štetjem, je najstarejša in največja od piramid in je edini ohranjeni spomenik od sedmih čudes antičnega sveta. Piramida Khafre naj bi bila končana okoli 2532 pred našim štetjem, ob koncu njegovega vladanja. Kefren je ambiciozno postavil svojo piramido poleg očetove. Ni tako visoka, vendar mu je uspelo, da daje vtis višje, saj stoji na mestu, ki je 10 metrov višji od očetove.  Skupaj z izgradnjo svoje piramide, je Kefren naročil gradnjo orjaške sfinge, varuha njegove grobnice. Z obrazom človeka, morda upodobitvijo faraona, in levjim telesom je bila videti kot simbol božanskosti (tako Grki petsto let kasneje). Velika sfinga je izklesana iz naravnega peščenjaka in je okoli 20 metrov visoka. Mikerinova piramida datira okoli leta 2490 pred našim štetjem in je 65 metrov visoka, kaj je najmanj od teh. 

## Karnak
Tempeljski kompleks Karnak se nahaja na bregovih reke Nil približno 2,5 km severno od Luksorja. Sestavljen je iz štirih glavnih delov, območje Amon-Ra, območje Mentu, območje Mut in tempelj Amenhotepa IV., pa tudi nekaj manjših templjev in svetišč, ki se nahajajo zunaj zidov štirih glavnih delov in več avenij z glavami sfing, ki povezujejo območja Mut, z Amon-Ra s templjem v Luksorju.
Ključna razlika med Karnakom in večino drugih templjev in mest v Egiptu, je čas, v katerem je nastal in se uporabljal. Gradbena dela se je začela v 16. stoletju pred našim štetjem. Približno 30 faraonov je prispevalo stavbe, kar je omogočilo, da je kompleksnost in raznolikost tolikšna kot nikjer drugje. Nekaj posameznih značilnosti je edinstvenih, velikost in število funkcij pa je ogromno.

## Tempelj v Luksorju
Tempelj v Luksorju je ogromen starodavni egipčanski tempeljski kompleks, ki se nahaja na vzhodnem bregu reke Nil v mestu danes znanem kot Luksor (antične Tebe). Gradbena dela na templju so se začela v času vladavine Amenhotepa III. v 14. stoletju pred našim štetjem. Horemheb in Tutankamon sta dodala stebre, kipe in vence - Ehnaton je prej zabrisal očetove kartuše in namestil svetišče Atona - velika širitev je potekala pod Ramzesom II. približno 100 let po tem, ko so bili postavljeni prvi kamni. Luksor je edinstven v tem, da sta samo dva faraona pustila svoj pečat na arhitekturni strukturi.
Tempelj se začne z 24 metrov visokima pilonoma, ki ju je zgradil Ramzes II. Pilona sta bila okrašena s prizori vojaških zmag (zlasti v bitki pri Kadešu); zadnji faraoni, zlasti tisti iz nubijski in etiopskih dinastij, so tudi zabeležili zmage na njih. Ta glavni vhod v tempeljski kompleks je prvotno obdajalo šest velikanskih kipov Ramzesa - štirje sedeči, in dva stoječa - vendar sta le dva (sedeča) ohranjena. Danes se lahko vidi tudi 25 metrov visok granitni roza obelisk: to je par tistega, ki je bil leta 1835 odpeljan v Pariz, kjer zdaj stoji v središču Place de la Concorde.
Skozi pilona vodi prehod v peristilno dvorišče, ki ga je prav tako zgradil Ramzes II. To območje in stebri so bili zgrajeni pod poševnim kotom glede na preostali del templja, predvidoma za sprejem treh že obstoječih svetišč, ki so se nahajala v severozahodnem vogalu. Po peristilnem dvorišču je sprevodno stebrišče zgrajeno v času Amenhotepa III. - 100 m dolg koridor, s 14 stebri s papirusovimi kapiteli. Frizi na stenah opisujejo faze v Opet festival od žrtvovanj v Karnaku v zgornjem levem kotu, s prihodom Amona v Luksor na koncu tega zidu, ter z njegovo vrnitvijo na nasprotni strani. Dekoracije je prispeval Tutankamon: fantovski faraon je prikazan, vendar so njegova imena zamenjali s Horemhebom.
Onkraj stebrišča je peristilno dvorišče, ki prav tako sega v prvotni Amenhotepov del. Najbolje ohranjeni stebri so na vzhodni strani, kjer je mogoče videti nekaj sledov prvotne barve. Južna stran tega dvorišča je sestavljena iz 36 stebrov hipostilnega dvorišča, ki vodi v temno notranjost templja.